# Acher Mizrahi
Pour les articles homonymes, voir Mizrahi.
Acher Mizrahi, né en 1890 à Jérusalem et mort le 27 octobre 1967 dans la même ville, est un chanteur et musicien tunisien originaire du vilayet de Syrie (actuel Israël). Comptant initialement se rendre aux États-Unis, c'est en Tunisie qu'il arrive en 1911 et s'y installe pendant plus de cinquante ans.  

## Biographie
Possédant une voix de ténor et un talent d'auteur-compositeur, il se familiarise rapidement avec le milieu artistique tunisien où la chanson est alors l'apanage des Juifs et des femmes, à un moment où le public est épris de plaisir et de distraction. Il se fraye un chemin parmi les musiciens de l'époque tels que Mouni Jebali (père de Maurice Meimoun) ou le virtuose Messaoud Habib, tous deux émigrés de Tripoli.
En plus des chants liturgiques juifs, il compose des chansons plus légères qui se révèlent être de grands succès lors des fêtes de mariage et des soirées artistiques. La présence de grands artistes à ses côtés tels que Cheikh El Afrit, Habiba Msika, Fritna Darmon, Ratiba Chamia, Fethia Khaïri, Louisa Tounsia ou Dalila Taliana permettent à ses chansons de toucher toutes les couches de la population, d'autant plus que son style chami leur donne un air exotique et les différencie des airs de Sayed Darwich ou Mounira El-Mahdeya, en vogue à l'époque.
Mais la nostalgie de Jérusalem le conduit, en 1927, à quitter la Tunisie où il revient deux ans après pour développer son répertoire et l'enrichir en réussissant un ingénieux mixage tuniso-andalou-chami. Il enregistre à Paris certains de ses succès estimés à près de 300 créations. 
Il est hazzan à la synagogue et chanteur profane en arabe. Comme chanteur profane, il chante parfois des textes judéo-arabes ou hébraïques sur des airs populaires arabes. Il est poète en arabe et en hébreu.
À la fin des années 1940, il met fin à sa carrière active. Il quitte définitivement Tunis après la guerre des Six Jours, en 1967, pour s'installer durant trois mois en Israël. Il y meurt en effet le 27 octobre de la même année.

## Titres
- Tesfar we tghib
- Ya hasra kif kont sghira
- Yechoui dammek
- Ya nas hmelt
- Men sabek Bourdgana
- Habbitek we habbitni